# Campeonato Nacional B 2013-14 (Bolivia)
El Campeonato Nacional B Simón Bolívar 2013/14, o simplemente Nacional B, fue la 25ª edición del torneo de Copa Simón Bolívar, que se realizó entre el 5 de octubre de 2013 y el 3 de mayo de 2014.
El campeón del torneo ascendió a la Liga del Fútbol Profesional Boliviano para la Temporada 2014/15.

## Formato
Participaron los clubes campeones de las 9 asociaciones departamentales, el campeón del Torneo Nacional Interprovincial 2013, los 3 primeros lugares de la Copa Bolivia 2013 y los 2 últimos equipos en descender de la primera división de Bolivia.
El campeonato se dividió en dos fases; la primera fase fue la de grupos y la segunda, un hexagonal final todos contra todos.

### Datos de los equipos
| Equipo | Equipo                    | Condición                      | Localidad               | Estadio                              | Capacidad    |
| ------ | ------------------------- | ------------------------------ | ----------------------- | ------------------------------------ | ------------ |
|        | ABB                       | Campeón Copa Bolivia 2013      | La Paz                  | Hernando Siles                       | 42.000       |
|        | Calleja                   | Tercer lugar Copa Bolivia 2013 | Santa Cruz de la Sierra | Ramón Tahuichi Aguilera              | 33.000       |
|        | Chaco Petrolero           | Relegado LFPB 1998             | La Paz                  | Los Andes Cosmos 79                  | 4.000        |
|        | Ciclón                    | Campeón ATF 2012/13            | Tarija                  | IV Centenario La Bombonera           | 18.000 5.000 |
|        | Emilio Alave              | Campeón AFP 2012/13            | Potosí                  | Víctor Agustín Ugarte                | 31.000       |
|        | E.M. Huanuni              | Campeón AFO 2012/13            | Huanuni                 | Manuel Flores                        | 15.000       |
|        | Fancesa                   | Campeón ACHF 2012/13           | Sucre                   | Olímpico Patria                      | 30.700       |
|        | García Agreda             | Subcampeón Copa Bolivia 2013   | Tarija                  | IV Centenario La Bombonera           | 18.000 5.000 |
|        | Municipalidad de Porvenir | Campeón Interprovincial 2013   | Porvenir                | Leopoldo Fernández                   | 3.000        |
|        | Petrolero                 | Relegado LFPB 2012/13          | Yacuiba                 | San Miguel Defensores de Villamontes | 2.000 6.000  |
|        | PSJ La Palmera            | Campeón AFB 2012/13            | Trinidad                | Yoyo Zambrana                        | 5.000        |
|        | Tiquipaya                 | Campeón AFC 2012/13            | Tiquipaya               | Sebastián Ramírez                    | 5.000        |
|        | Unión Maestranza          | Campeón AFLP 2012/13           | Viacha                  | Hernando Siles                       | 42.000       |
|        | Universidad Cruceña       | Campeón ACF 2012/13.           | Santa Cruz de la Sierra | Juan Carlos Durán                    | 11.000       |
|        | Universitario de Pando    | Campeón APF 2012/13.           | Cobija                  | Leopoldo Fernández                   | 3.000        |

1. ↑  Tras la desaparición de La Paz F.C. (descendido en 2013) que debía participar en esta edición del Nacional B, la AFLP decidió inscribir al siguiente equipo paceño relegado de la Liga. Debido a que Iberoamericana (descendido en 2005) también desapareció y a que Mariscal Braun (descendido en 2002) no se encuentra participando en los torneos de la AFLP, esta Asociación decidió inscribir a Chaco Petrolero (descendido en 1998).

### Cupos por departamento
| Departamento | Cantidad | Equipo                    |
| ------------ | -------- | ------------------------- |
| Tarija       | 3        | Ciclón                    |
| Tarija       | 3        | Petrolero                 |
| Tarija       | 3        | García Agreda             |
| La Paz       | 3        | Unión Maestranza          |
| La Paz       | 3        | ABB                       |
| La Paz       | 3        | Chaco Petrolero           |
| Pando        | 2        | Universitario de Pando    |
| Pando        | 2        | Municipalidad de Porvenir |
| Santa Cruz   | 2        | Universidad               |
| Santa Cruz   | 2        | Calleja                   |
| Beni         | 1        | PSJ La Palmera            |
| Chuquisaca   | 1        | Fancesa                   |
| Cochabamba   | 1        | Municipal Tiquipaya       |
| Oruro        | 1        | E.M. Huanuni              |
| Potosí       | 1        | Emilio Alave              |

## Fase de grupos
En esta fase se dividen a los 15 clubes participantes en 3 grupos; Grupo A, Grupo B y Grupo C.
Los 9 campeones departamentales son distribuidos de forma regionalizada en los 3 grupos y los 6 clubes restantes serán ubicados mediante sorteo en las 3 diferentes series priorizando que queden lo más cerca posible de las sedes de sus series.
El Grupo A está compuesto por los campeones departamentales de Santa Cruz, Beni, Pando, esta serie se jugará solo en Beni y Santa Cruz, los clubes de Beni y Santa Cruz pagarán los pasajes al equipo de Pando para su participación.
El Grupo B está compuesto por los campeones departamentales de Cochabamba, La Paz y Oruro.
El Grupo C está compuesto por los campeones departamentales de Tarija, Chuquisaca y Potosí.

### Tabla de Posiciones Grupo "A"
| Pos | Equipo                 | Pts | PJ | G | E | P | GF | GC | Dif |
| --- | ---------------------- | --- | -- | - | - | - | -- | -- | --- |
| 1º  | Universitario de Pando | 16  | 8  | 4 | 4 | 0 | 18 | 7  | 11  |
| 2º  | Calleja                | 15  | 8  | 4 | 3 | 1 | 25 | 9  | 16  |
| 3º  | Universidad            | 14  | 8  | 4 | 2 | 2 | 21 | 11 | 10  |
| 4º  | La Palmera             | 8   | 8  | 2 | 2 | 4 | 13 | 14 | -1  |
| 5º  | Municipalidad          | 1   | 8  | 0 | 1 | 7 | 4  | 40 | -36 |

Pts = Puntos; PJ = Partidos Jugados; G = Partidos Ganados; E = Partidos Empatados; P = Partidos Perdidos; GF = Goles Anotados; GC = Goles Recibidos; Dif = Diferencia de gol
|  | Clasificados al Hexagonal Final. |

#### Resultados
| Local / Visita         | CAL | LPA | MUN | UNI | UAP |
| ---------------------- | --- | --- | --- | --- | --- |
| Calleja                |     | 1–1 | 9–0 | 3–2 | 2–2 |
| La Palmera             | 0–1 |     | 2–2 | 3–2 | 0–2 |
| Municipalidad          | 1–7 | 1–7 |     | 0–1 | 0–2 |
| Universidad            | 2–1 | 1–0 | 9–0 |     | 3–3 |
| Universitario de Pando | 1–1 | 4–0 | 3–0 | 1–1 |     |

#### Fixture
| Universidad | 9 - 0 | Municipalidad          | Juan Carlos Durán | 18 de noviembre | 15:30 |
| La Palmera  | 0 - 2 | Universitario de Pando | Yoyo Zambrana     | 29 de noviembre | 15:30 |

| Calleja                | 1 - 1 | La Palmera  | Ramón Aguilera Costas | 31 de octubre   | 15:30 |
| Universitario de Pando | 1 - 1 | Universidad | Leopoldo Fernández    | 24 de noviembre | 15:30 |

| Universidad   | 2 - 1 | Calleja                | Juan Carlos Durán  | 19 de octubre  | 15:30 |
| Municipalidad | 0 - 2 | Universitario de Pando | Leopoldo Fernández | 6 de noviembre | 15:30 |

| La Palmera | 3 - 2 | Universidad   | Yoyo Zambrana           | 27 de octubre  | 15:30 |
| Calleja    | 9 - 0 | Municipalidad | Ramón Tahuichi Aguilera | 1 de diciembre | 15:30 |

| Municipalidad          | 1 - 7 | La Palmera | Leopoldo Fernández | 11 de noviembre | 15:30 |
| Universitario de Pando | 1 - 1 | Calleja    | Leopoldo Fernández | 15 de diciembre | 15:30 |

| Universitario de Pando | 4 - 0 | La Palmera  | Leopoldo Fernández | 15 de noviembre | 15:30 |
| Municipalidad          | 0 - 1 | Universidad | Leopoldo Fernández | 22 de noviembre | 15:30 |

| La Palmera  | 0 - 1 | Calleja                | Yoyo Zambrana     | 9 de noviembre | 15:30 |
| Universidad | 3 - 3 | Universitario de Pando | Juan Carlos Durán | 6 de diciembre | 15:30 |

| Universitario de Pando | 3 - 0 | Municipalidad | Leopoldo Fernández      | 9 de noviembre | 15:30 |
| Calleja                | 3 - 2 | Universidad   | Ramón Tahuichi Aguilera | 3 de diciembre | 15:30 |

| Universidad   | 1 - 0 | La Palmera | Juan Carlos Durán  | 3 de noviembre  | 15:30 |
| Municipalidad | 1 - 7 | Calleja    | Leopoldo Fernández | 13 de diciembre | 15:30 |

| La Palmera | 2 - 2 | Municipalidad          | Yoyo Zambrana           | 15 de noviembre | 15:30 |
| Calleja    | 2 - 2 | Universitario de Pando | Ramón Tahuichi Aguilera | 7 de diciembre  | 15:30 |

### Tabla de Posiciones Grupo "B"
| Pos | Equipo           | Pts | PJ | G | E | P | GF | GC | Dif |
| --- | ---------------- | --- | -- | - | - | - | -- | -- | --- |
| 1º  | Huanuni          | 16  | 8  | 4 | 4 | 0 | 13 | 9  | 4   |
| 2º  | Tiquipaya        | 15  | 8  | 4 | 3 | 1 | 10 | 5  | 5   |
| 3º  | Unión Maestranza | 12  | 8  | 3 | 3 | 2 | 21 | 10 | 11  |
| 4º  | ABB              | 10  | 8  | 3 | 1 | 4 | 13 | 12 | 1   |
| 5º  | Chaco Petrolero  | 1   | 8  | 0 | 1 | 7 | 7  | 28 | -21 |

Pts = Puntos; PJ = Partidos Jugados; G = Partidos Ganados; E = Partidos Empatados; P = Partidos Perdidos; GF = Goles Anotados; GC = Goles Recibidos; Dif = Diferencia de gol
|  | Clasificados al Hexagonal Final. |

#### Resultados
| Local / Visita   | ABB | CPE  | HUA | TIQ | UM  |
| ---------------- | --- | ---- | --- | --- | --- |
| ABB              |     | 6–1  | 1–2 | 2–1 | 2–1 |
| Chaco Petrolero  | 1–1 |      | 2–3 | 0–3 | 0–2 |
| Huanuni          | 2–1 | 2–1  |     | 1–1 | 2–2 |
| Tiquipaya        | 1–0 | 1–0  | 0–0 |     | 1–0 |
| Unión Maestranza | 3–0 | 10–2 | 1–1 | 2–2 |     |

#### Fixture
| Unión Maestranza | 1 - 1 | Huanuni | Hernando Siles | 19 de octubre | 13:30 |
| Chaco Petrolero  | 1 - 1 | ABB     | Hernando Siles | 19 de octubre | 15:30 |

| ABB       | 2 - 1 | Unión Maestranza | Hernando Siles | 26 de octubre | 15:30 |
| Tiquipaya | 1 - 0 | Chaco Petrolero  | Félix Capriles | 26 de octubre | 15:30 |

| Unión Maestranza | 2 - 2 | Tiquipaya | Luis Lastra   | 2 de noviembre | 15:30 |
| Huanuni          | 2 - 1 | ABB       | Manuel Flores | 3 de noviembre | 15:30 |

| Chaco Petrolero | 0 - 2 | Unión Maestranza | Hernando Siles | 9 de noviembre | 15:30 |
| Tiquipaya       | 0 - 0 | Huanuni          | Félix Capriles | 9 de noviembre | 15:30 |

| Huanuni | 2 - 1 | Chaco Petrolero | Manuel Flores  | 16 de noviembre | 15:30 |
| ABB     | 2 - 1 | Tiquipaya       | Hernando Siles | 16 de noviembre | 15:30 |

| Huanuni | 2 - 2 | Unión Maestranza | Manuel Flores  | 23 de noviembre | 15:30 |
| ABB     | 6 - 1 | Chaco Petrolero  | Hernando Siles | 23 de noviembre | 15:30 |

| Chaco Petrolero  | 0 - 3 | Tiquipaya | Hernando Siles | 30 de noviembre | 15:30 |
| Unión Maestranza | 3 - 0 | ABB       | Luis Lastra    | 30 de noviembre | 15:30 |

| Tiquipaya | 1 - 0 | Unión Maestranza | Félix Capriles | 7 de diciembre | 15:30 |
| ABB       | 1 - 2 | Huanuni          | Hernando Siles | 7 de diciembre | 15:30 |

| Unión Maestranza | 10 - 2 | Chaco Petrolero | Luis Lastra   | 14 de diciembre | 15:30 |
| Huanuni          | 1 - 1  | Tiquipaya       | Manuel Flores | 14 de diciembre | 15:30 |

| Chaco Petrolero | 2 - 3 | Huanuni | Hernando Siles | 21 de diciembre | 15:30 |
| Tiquipaya       | 1 - 0 | ABB     | Félix Capriles | 21 de diciembre | 15:30 |

### Tabla de Posiciones Grupo "C"
| Pos | Equipo        | Pts | PJ | G | E | P | GF | GC | Dif |
| --- | ------------- | --- | -- | - | - | - | -- | -- | --- |
| 1º  | García Ágreda | 21  | 8  | 7 | 0 | 1 | 15 | 6  | 9   |
| 2º  | Petrolero     | 17  | 8  | 5 | 2 | 1 | 17 | 2  | 15  |
| 3º  | Ciclón        | 14  | 8  | 4 | 2 | 2 | 8  | 5  | 3   |
| 4º  | Fancesa       | 4   | 8  | 1 | 1 | 6 | 11 | 16 | -5  |
| 5º  | Emilio Alave  | 1   | 8  | 0 | 1 | 7 | 5  | 27 | -22 |

Pts = Puntos; PJ = Partidos Jugados; G = Partidos Ganados; E = Partidos Empatados; P = Partidos Perdidos; GF = Goles Anotados; GC = Goles Recibidos; Dif = Diferencia de gol
|  | Clasificados al Hexagonal Final. |

#### Resultados
| Local / Visita | CIC | EAL | FAN | GAR | PET |
| -------------- | --- | --- | --- | --- | --- |
| Ciclón         |     | 1–0 | 3–1 | 0–1 | 0–0 |
| Emilio Alave   | 0–2 |     | 2–2 | 2–3 | 0–9 |
| Fancesa        | 1–2 | 4–1 |     | 0–1 | 1–2 |
| García Ágreda  | 1–0 | 3–0 | 4–2 |     | 0–2 |
| Petrolero      | 0–0 | 3–0 | 1–0 | 0–1 |     |

#### Fixture
| Fancesa | 4 - 1 | Emilio Alave  | Olímpico Patria | 20 de octubre | 15:30 |
| Ciclón  | 0 - 1 | García Ágreda | La Bombonera    | 20 de octubre | 15:30 |

| Ciclón    | 3 - 1 | Fancesa       | La Bombonera              | 27 de octubre | 15:30 |
| Petrolero | 0 - 1 | García Ágreda | Defensores de Villamontes | 27 de octubre | 15:30 |

| Emilio Alave | 0 - 2 | Ciclón    | Víctor Agustín Ugarte | 2 de noviembre | 15:30 |
| Fancesa      | 1 - 2 | Petrolero | Olímpico Patria       | 3 de noviembre | 15:30 |

| García Ágreda | 4 - 2 | Fancesa      | La Bombonera              | 10 de noviembre | 15:30 |
| Petrolero     | 3 - 0 | Emilio Alave | Defensores de Villamontes | 10 de noviembre | 15:30 |

| Emilio Alave | 2 - 3 | García Ágreda | Víctor Agustín Ugarte | 17 de noviembre | 15:30 |
| Ciclón       | 0 - 0 | Petrolero     | La Bombonera          | 17 de noviembre | 15:30 |

| Emilio Alave | 2 - 2 | Fancesa       | Víctor Agustín Ugarte | 23 de noviembre | 15:30 |
| Ciclón       | 0 - 2 | García Ágreda | La Bombonera          | 24 de noviembre | 15:30 |

| Fancesa       | 1 - 2 | Ciclón    | Olímpico Patria | 30 de noviembre | 15:30 |
| García Ágreda | 0 - 2 | Petrolero | La Bombonera    | 1 de diciembre  | 15:30 |

| Petrolero | 1 - 0 | Fancesa      | Defensores de Villamontes | 8 de diciembre | 15:30 |
| Ciclón    | 1 - 0 | Emilio Alave | La Bombonera              | 8 de diciembre | 15:30 |

| Fancesa      | 0 - 1 | García Ágreda | Olímpico Patria       | 14 de diciembre | 15:30 |
| Emilio Alave | 0 - 9 | Petrolero     | Víctor Agustín Ugarte | 14 de diciembre | 15:30 |

| García Ágreda | 3 - 0 | Emilio Alave | La Bombonera              | 22 de diciembre | 15:30 |
| Petrolero     | 0 - 0 | Ciclón       | Defensores de Villamontes | 22 de diciembre | 15:30 |

## Hexagonal Final
| Pos | Equipo                 | Pts | PJ | G | E | P | GF | GC | Dif |
| --- | ---------------------- | --- | -- | - | - | - | -- | -- | --- |
| 1º  | Universitario de Pando | 23  | 10 | 7 | 2 | 1 | 25 | 15 | 10  |
| 2º  | Petrolero              | 20  | 10 | 6 | 2 | 2 | 24 | 10 | 14  |
| 3º  | García Ágreda          | 13  | 10 | 4 | 1 | 5 | 13 | 17 | -4  |
| 4º  | Huanuni                | 11  | 10 | 3 | 2 | 5 | 15 | 17 | -2  |
| 5º  | Tiquipaya              | 9   | 10 | 2 | 3 | 5 | 11 | 21 | -10 |
| 6º  | Calleja                | 8   | 10 | 2 | 2 | 6 | 12 | 20 | -8  |

Pts = Puntos; PJ = Partidos Jugados; G = Partidos Ganados; E = Partidos Empatados; P = Partidos Perdidos; GF = Goles Anotados; GC = Goles Recibidos; Dif = Diferencia de gol
|  | Campeón, asciende directamente a Primera División. |
|  | Disputará el ascenso indirecto.                    |

### Evolución de los equipos
| Equipo / Fecha         | 01 | 02 | 03 | 04 | 05 | 06 | 07 | 08 | 09 | 10 |
| ---------------------- | -- | -- | -- | -- | -- | -- | -- | -- | -- | -- |
| Calleja                | 6  | 6  | 6  | 6  | 6  | 6  | 6  | 6  | 6  | 6  |
| García Ágreda          | 3  | 2  | 1  | 1  | 3  | 3  | 3  | 3  | 3  | 3  |
| Huanuni                | 1  | 4  | 4  | 5  | 5  | 5  | 5  | 4  | 4  | 4  |
| Petrolero              | 2  | 1  | 1  | 3  | 2  | 2  | 2  | 2  | 2  | 2  |
| Tiquipaya              | 3  | 5  | 5  | 4  | 4  | 4  | 4  | 5  | 5  | 5  |
| Universitario de Pando | 2  | 2  | 3  | 2  | 1  | 1  | 1  | 1  | 1  | 1  |

### Resultados
| Local / Visita         | CAL | GAR | HUA | PET | TIQ | UAP |
| ---------------------- | --- | --- | --- | --- | --- | --- |
| Calleja                |     | 1–0 | 0–0 | 2–3 | 2–3 | 1–4 |
| García Ágreda          | 2–1 |     | 1–2 | 0–3 | 1–0 | 1–1 |
| Huanuni                | 4–0 | 2–4 |     | 3–1 | 1–1 | 2–3 |
| Petrolero              | 1–1 | 3–0 | 2–0 |     | 3–0 | 6–0 |
| Tiquipaya              | 2–4 | 0–2 | 2–1 | 1–1 |     | 2–2 |
| Universitario de Pando | 1–0 | 4–2 | 3–0 | 3–1 | 4–0 |     |

### Fixture
| Tiquipaya     | 1 - 1 | Petrolero              | Sebastián Ramírez | 22 de febrero | 15:30 |
| Huanuni       | 4 - 0 | Calleja                | Manuel Flores     | 22 de febrero | 15:30 |
| García Ágreda | 1 - 1 | Universitario de Pando | IV Centenario     | 23 de febrero | 15:30 |

| García Ágreda          | 1 - 0 | Tiquipaya | IV Centenario      | 9 de marzo | 15:30 |
| Petrolero              | 2 - 0 | Huanuni   | San Miguel         | 9 de marzo | 15:30 |
| Universitario de Pando | 1 - 0 | Calleja   | Leopoldo Fernández | 9 de marzo | 15:30 |

| Tiquipaya | 2 - 2 | Universitario de Pando | Sebastián Ramírez       | 15 de marzo | 15:30 |
| Huanuni   | 2 - 4 | García Ágreda          | Manuel Flores           | 15 de marzo | 15:30 |
| Calleja   | 2 - 3 | Petrolero              | Ramón Tahuichi Aguilera | 15 de marzo | 15:30 |

| Tiquipaya              | 2 - 1 | Huanuni   | Sebastián Ramírez  | 22 de marzo | 15:30 |
| Universitario de Pando | 3 - 1 | Petrolero | Leopoldo Fernández |             | 15:30 |
| García Ágreda          | 2 - 1 | Calleja   | IV Centenario      | 23 de marzo | 15:30 |

| Huanuni   | 2 - 3 | Universitario de Pando | Manuel Flores           | 29 de marzo | 15:30 |
| Calleja   | 2 - 3 | Tiquipaya              | Ramón Tahuichi Aguilera | 29 de marzo | 15:30 |
| Petrolero | 3 - 0 | García Ágreda          | San Miguel              | 30 de marzo | 15:30 |

| Universitario de Pando | 4 - 2 | García Ágreda | Leopoldo Fernández | 6 de abril | 15:30 |
| Petrolero              | 3 - 0 | Tiquipaya     | San Miguel         | 6 de abril | 15:30 |
| Calleja                | 0 - 0 | Huanuni       | Estadio Municipal  | 1 de mayo  | 15:30 |

| Huanuni   | 3 - 1 | Petrolero              | Manuel Flores           | 12 de abril | 15:30 |
| Tiquipaya | 0 - 2 | García Ágreda          | Sebastián Ramírez       | 12 de abril | 15:30 |
| Calleja   | 1 - 4 | Universitario de Pando | Ramón Tahuichi Aguilera | 13 de abril | 15:30 |

| Universitario de Pando | 4 - 0 | Tiquipaya | Leopoldo Fernández | 20 de abril | 15:30 |
| García Ágreda          | 1 - 2 | Huanuni   | IV Centenario      | 20 de abril | 15:30 |
| Petrolero              | 1 - 1 | Calleja   | San Miguel         | 20 de abril | 15:30 |

| Calleja   | 1 - 0 | García Ágreda          | Ramón Tahuichi Aguilera | 26 de abril | 15:30 |
| Huanuni   | 1 - 1 | Tiquipaya              | Manuel Flores           | 26 de abril | 15:30 |
| Petrolero | 6 - 0 | Universitario de Pando | San Miguel              | 26 de abril | 15:30 |

| Tiquipaya              | 2 - 4 | Calleja   | Sebastián Ramírez  | 3 de mayo | 15:30 |
| Universitario de Pando | 3 - 0 | Huanuni   | Leopoldo Fernández | 3 de mayo | 15:30 |
| García Ágreda          | 0 - 3 | Petrolero | IV Centenario      | 3 de mayo | 15:30 |

## Campeón
| Universitario de Pando 1º título |

## Partidos por el Ascenso Indirecto
Los equipos de Petrolero y Aurora penúltimo en la tabla promedio de la liga, se enfrentaron en partidos de ida y vuelta previo al sorteo de las localías. Al haber persistido empate jugaron un partido extra en cancha neutral y al no romper la paridad en tiempo reglamentario definieron mediante ejecución de tiros desde el punto penal. El ganador obtuvo un lugar en la temporada 2014/15.

### Petrolero - Aurora
| 1 de junio de 2014, 15:30 (UTC-4) | Petrolero          | 1:1 (1:1) | Aurora         | Defensores de Villamontes, Villamontes                   |                                                          |
|                                   | Jeyson Quiñonez 5' | Reporte   | Óscar Díaz 24' | Asistencia: 4.000 espectadores Árbitro(s): Jerson García | Asistencia: 4.000 espectadores Árbitro(s): Jerson García |

| 8 de junio de 2014, 16:00 (UTC-4) | Aurora           | 1:1 (0:1) | Petrolero        | Félix Capriles, Cochabamba                               |                                                          |
|                                   | Jaime Robles 88' |           | Edwin Alpire 17' | Asistencia: 17.000 espectadores Árbitro(s): Eder Cuéllar | Asistencia: 17.000 espectadores Árbitro(s): Eder Cuéllar |

#### Desempate
| 11 de junio de 2014, 20:00 (UTC-4) | Petrolero                                                                  | 1:1 (1:1) (4 – 3 p.)       | Aurora                                                                               | Olímpico Patria, Sucre                                       |                                                              |
|                                    | Jeyson Quiñonez 12'                                                        | Reporte                    | Vladimir Castellón 34'                                                               | Asistencia: 7.000 espectadores Árbitro(s): Joaquín Antequera | Asistencia: 7.000 espectadores Árbitro(s): Joaquín Antequera |
|                                    |                                                                            | Tiros desde el punto penal |                                                                                      |                                                              |                                                              |
|                                    | Carmelo Angulo · Camilo Ríos · Luis Hurtado · Mario Cuéllar · Omar Morales |                            | Roberto Gamarra · Óscar Díaz · Eduardo Vallecillos · Ronald Gallegos · Javier León · |                                                              |                                                              |

## Clasificación Final
|                                         |                                       |
| Petrolero (Asciende a Primera División) | Aurora (Desciende a Segunda División) |